# Можайский мост
Можа́йский мост — пешеходный металлический балочный мост-теплопровод через Обводный канал в Адмиралтейском/Московском районе Санкт-Петербурга, соединяет Безымянный остров и левый берег Обводного канала.

## Расположение
Расположен в створе Можайской улицы. Выше по течению находится Рузовский мост, ниже — Газовый мост.
Ближайшие станции метрополитена — «Пушкинская» (922 м), «Технологический институт» (833 м).

## Название
Наименование моста известно с 1905 года и дано по Можайской улице. В 1910 году оно было официально утверждено.

## История

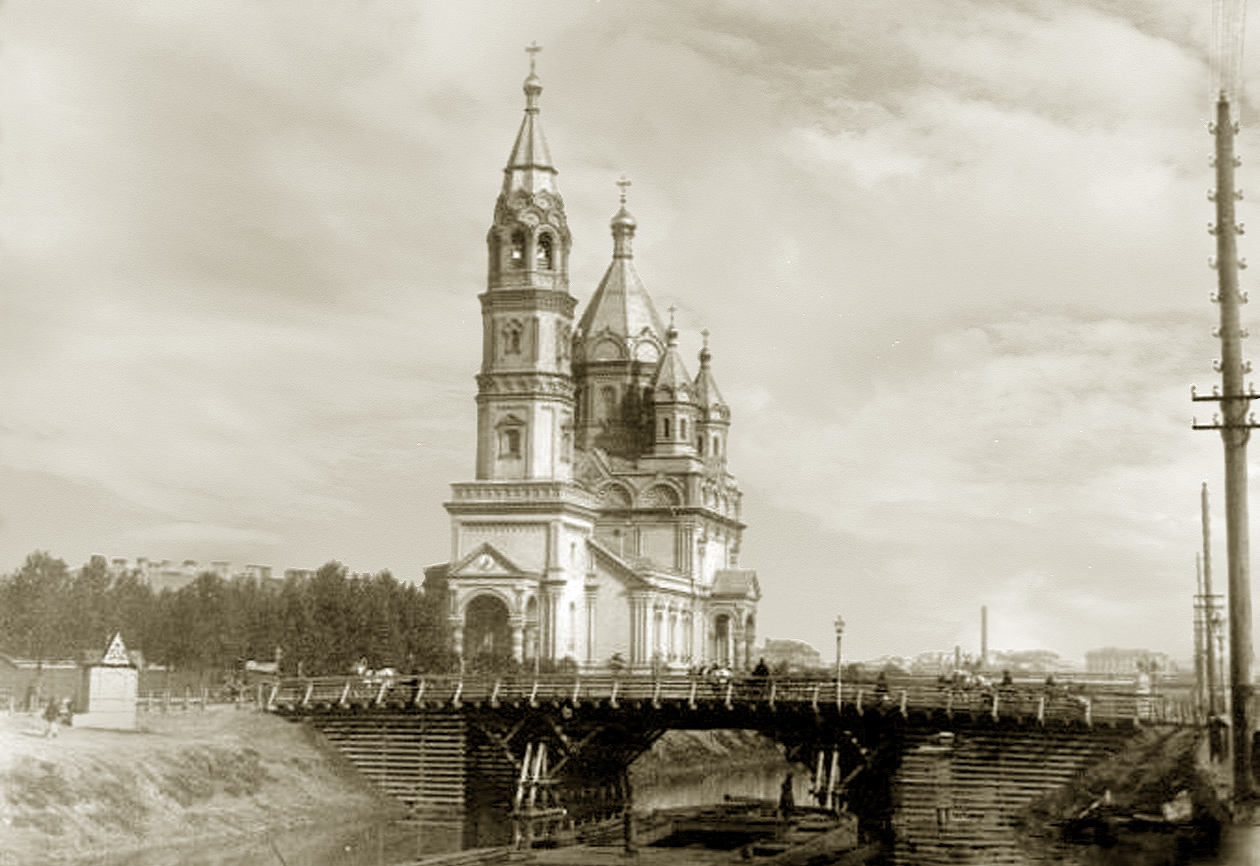
Можайский мост и церковь св. Мирония. Фотоателье К. К. Буллы, 1900-е

В 1900 году был построен деревянный трёхпролётный проезжий мост ригельно-подкосной системы. В 1904 году он был принят в ведение города. Во время блокады мост был разрушен. 
Существующий пешеходный мост построен в 1984 году. Строительство Можайского и соседних с ним однотипных Масляного и Газового мостов велось одновременно с реконструкцией набережной левого берега канала. Авторы проекта — инженеры института «Ленгипроинжпроект» Б. Э. Дворкин, А. И. Рубашев и архитектор В. М. Иванов. Строительство выполнило СУ-2 треста «Ленмостострой» под руководством главного инженера Б. Н. Филиппова и старшего производителя работ В. В. Белова.

## Конструкция
Мост однопролётный металлический балочный. Пролётное строение выполнено в виде двух металлических балок двутаврового сечения с криволинейным очертанием нижнего пояса и ортотропной плитой, включенной в работу главных балок. Внутри конструкции пролётного строения проложены теплофикационные трубы и инженерные коммуникации. Основанием для моста служит стенка набережной. Длина моста составляет 30,7 м, ширина — 3 м. По своей конструкции идентичен Масляному и Газовому мостам.
Мост предназначен для пропуска пешеходов и прокладки труб теплотрассы. Покрытие прохожей части моста эпосланбетон. Перильное ограждение чугунное простого рисунка, завершается на гранитными тумбами. Первоначально на устоях моста были установлены четыре металлических торшера освещения, однако в мае 2000 года они были демонтированы. По словам представителя СПб ГБУ «Мостотрест», причиной стала «неэффективность ввиду достаточного освещения на подходах», возвращать фонари не планируется.